# Myōhō-in

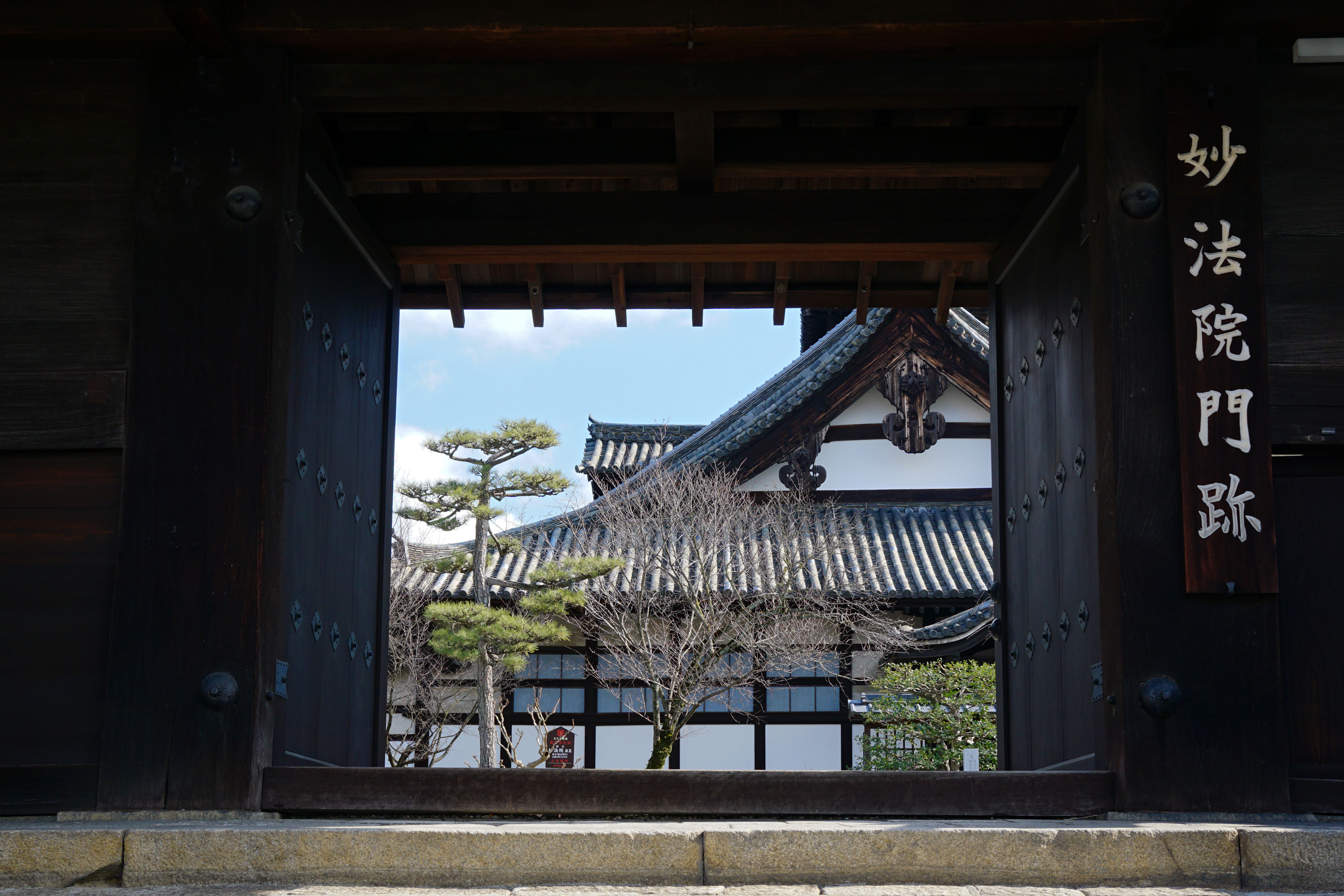
Tor zum Myōhō-in

Der Myōhō-in (japanisch 妙法院) ist ein Tempel der Tendai-Richtung des Buddhismus. Er befindet sich im Bezirk Higashiyama am Ostrand der Stadt Kyōto.

## Geschichte
Nach eigener Überlieferung soll der Mönch Saichō den Tempel gegründet haben. Wahrscheinlicher ist, dass ihn der Mönch Shōun (昌雲) im Auftrag des Kaisers Go-Shirakawa anlegte. Zu Beginn der Kamakura-Zeit wurde der Tempel in die Nähe des Kennin-ji an den Hangweg Ayanokōji (綾小路) verlegt und hieß entsprechend Ayanokōji-Klause. Später wurde der Tempel wieder zurück verlegt. Im Laufe der Geschichte stammten die Äbte häufig aus der kaiserlichen Familie. Und da sie zugleich zu den Oberen der Tendai-Sekte gehörten, wuchs auch die Bedeutung des Tempels. Im Mittelalter allerdings wurde der Tempel vom Schwertadel bedrängt. 1340 griff Sasaki Dōyo (佐々木 道誉; † 1373) ihn an, wobei der Tempel vollständig niederbrannte. 
Der Tempel erholte sich danach, wurde dann aber im Ōnin-Krieg wieder verwüstet. Als Toyotomi Hideyoshi die Halle für den großen Buddha des Hōjō-ji bauen ließ, ließ er auch die Haupthalle für diesen Tempel bauen. In der Edo-Zeit betrugen die Einnahmen des Myōshin-ji beträchtliche 1.600 Koku. Er verwaltete auch den Shinhiyoshi-Schrein (新日吉神社), das Sanjūsangen-dō und den Hōkō-ji.
Während des Temmei-Großbrands (天明の大火) im Jahr 1788 suchte Kaiser Kōkaku hier Schutz. Und 1862, gegen Ende der Tokugawa-Zeit, brachen von hier aus sieben Hofadlige auf, um das Shogunat zu stürzen. Nach der Meiji-Restauration und der damit verbundenen Zurückdrängung des Buddhismus wurde das Gebiet des Tempels auf 1/20 reduziert. 
Umstritten war lange, ab wann Hideyoshi den Tempel unterstützte. Ein in jüngerer Zeit gefundenes Dokument belegt, dass der Bau bereits in der Bunroku-Zeit (1592–1595) geschah. Vor einiger Zeit wurde das nördliche Gartengelände aus der Heian-Zeit, das (積翠園, Shakusui-en), an die japanische Monopolverwaltung (専売公社, Sembai kōsha) verkauft.

## Die Anlage
Der Tempel liegt an der Higashi-Ōji und ist von einer Steinmauer und einem Wall (築地堀, Zuijibei) umgeben. Man betritt den Tempel durch ein einfaches Tor, daneben gibt es auch ein Tor im aufwändigen Karamon-Stil. Das geschichtlich bedeutendste Gebäude des Tempels ist das Refektorium. Es stammt aus der Momoyama-Zeit und ist als Nationalschatz (im Weiteren mit ⦿ markiert) registriert. Es ist ähnlich bedeutend wie das des Zuigan-ji auf der Miyajima und besitzt einen hohen Dachstuhl mit einem geschickt angelegten Rauchabzug. Der Eingang und das große Empfangszimmer (大書院, Daishoin) sind als wichtige Kulturgüter (im Weiteren mit ◎ markiert) registriert. Sie sind von einer Residenz des Kaisers Go-Mizunoo hierher versetzt worden. Die Wandmalereien im Empfangszimmer stammen alle von Malern der Kanō-Schule. 
Im kleinen Empfangszimmer (白書院, Shiroshoin) fallen die Rappen, gemalt von Kanō Sanraku (1559–1635), auf. Weiter gibt es Landschaftsmalerei von Goshun und eine Malerei des Mönchs Gessen (月僊; 1741–1809), die eine Gruppe von Eremiten darstellt. In dem „Drachenblumen-Speicher“ (龍華蔵, Ryūgezō) genannten Schatzhaus befinden sich Gegenstände, die einst Hideyoshi gehörten. Das hier aufbewahrte Schreiben des portugiesischen Vizeregenten von Indien (ポルトガル国印度福王信書, Porutogaru-koku Indo fukuō shinsho; ⦿) wurde 1588 von Don Duarte an Hideyoshi geschickt. Weiter sind Bildrollen und kunstgewerbliche Objekte (zum Teil ◎) zu sehen.　

## Bilder

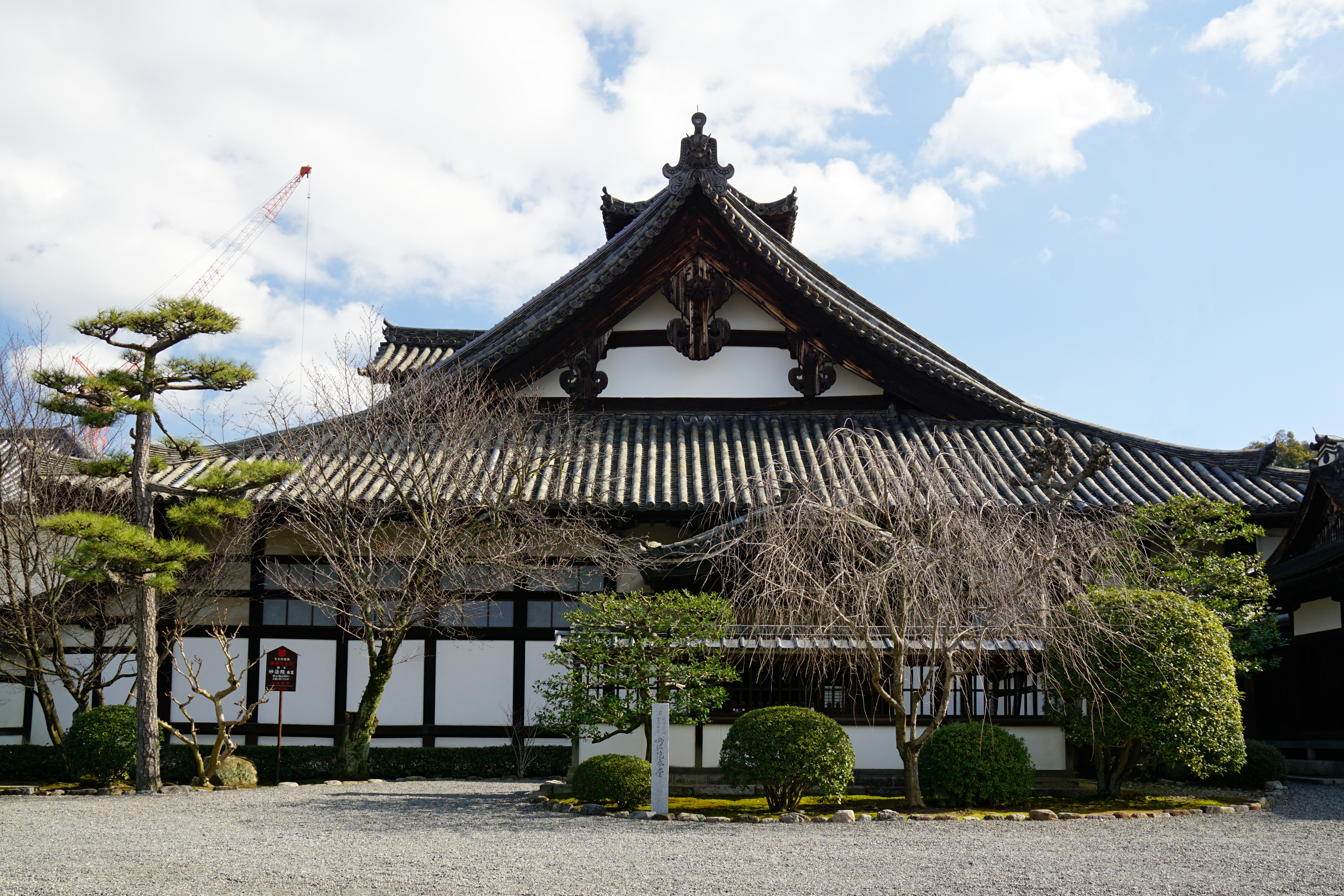
Refektorium
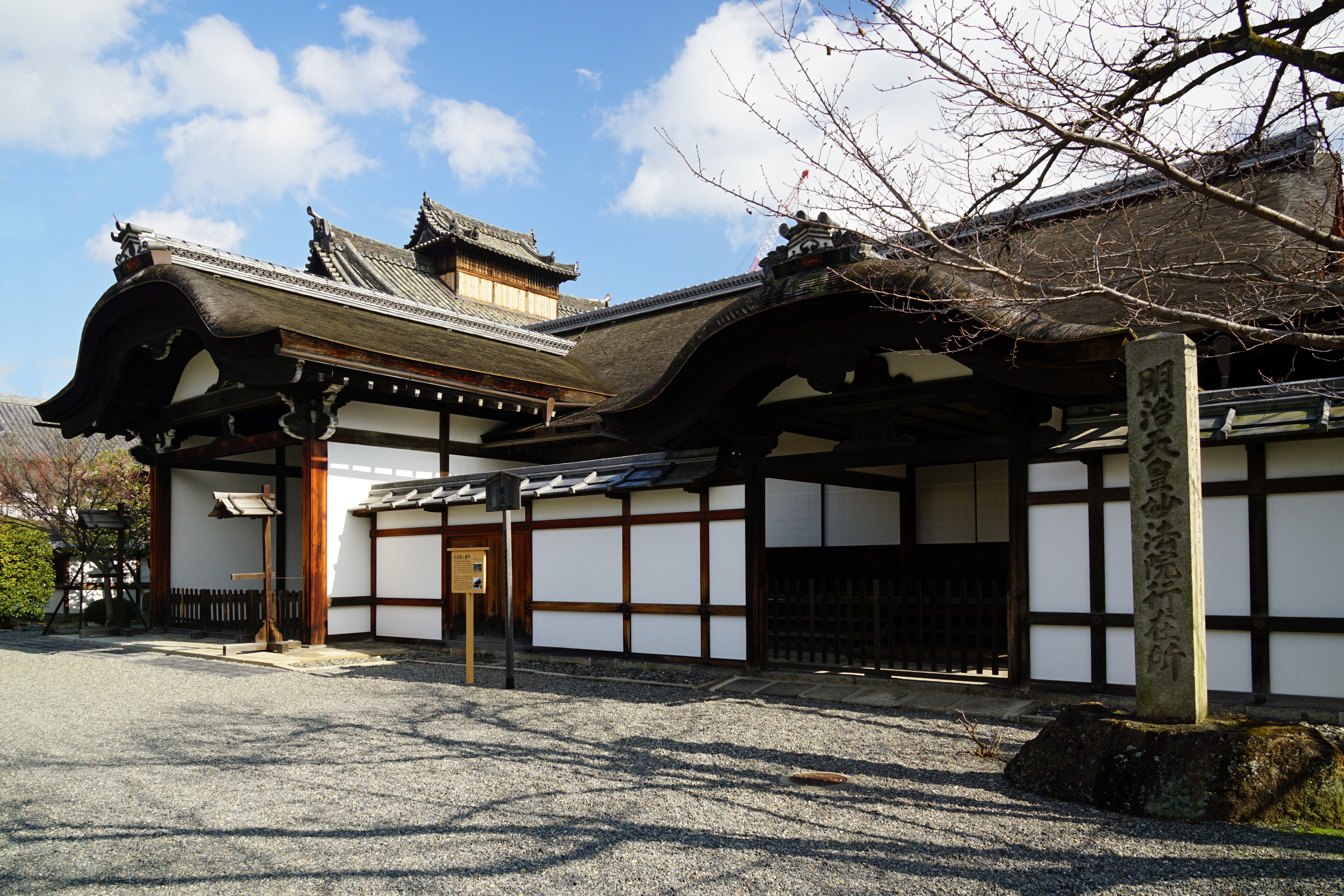
Refektorium, Eingang
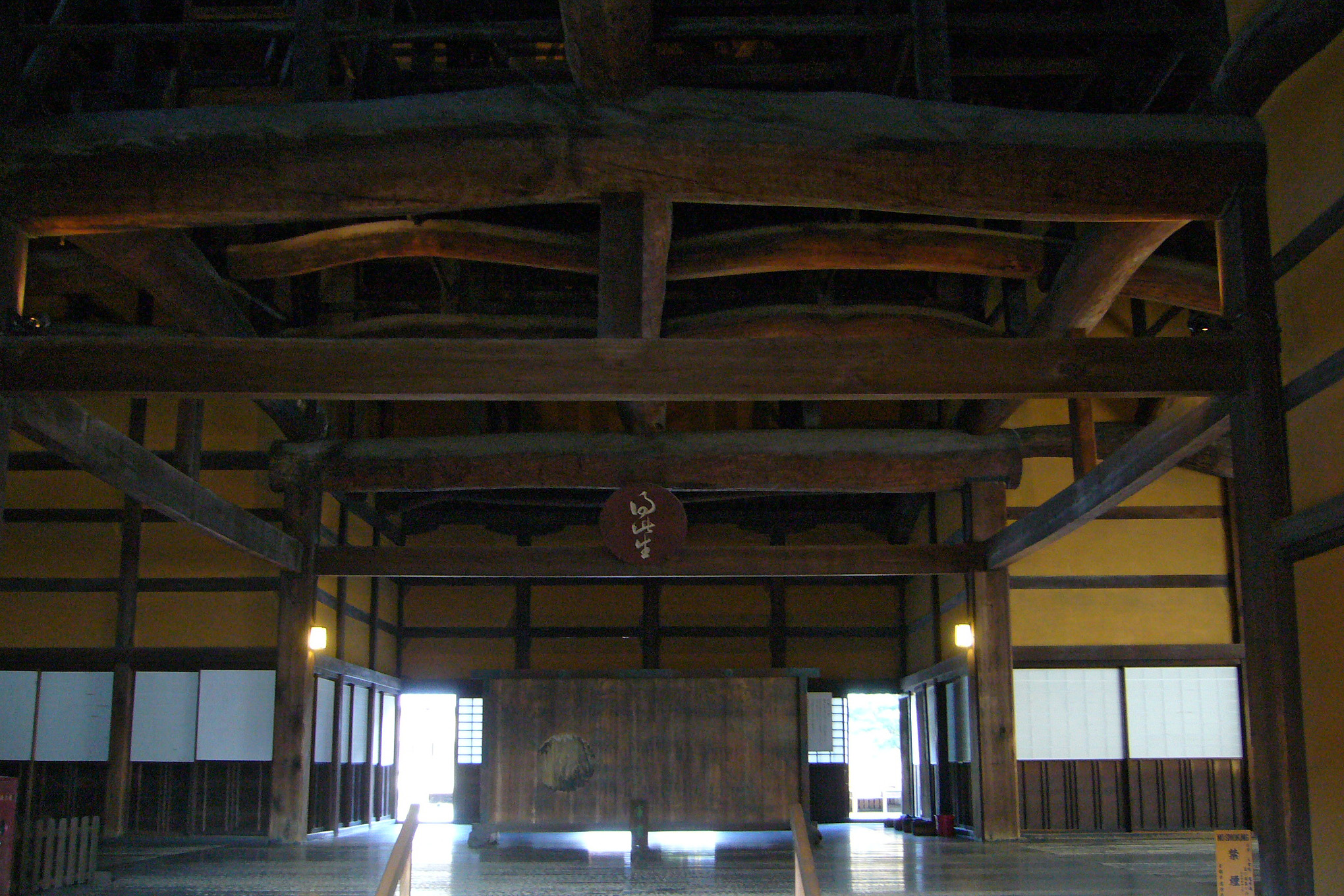
Refektorium, Inneres
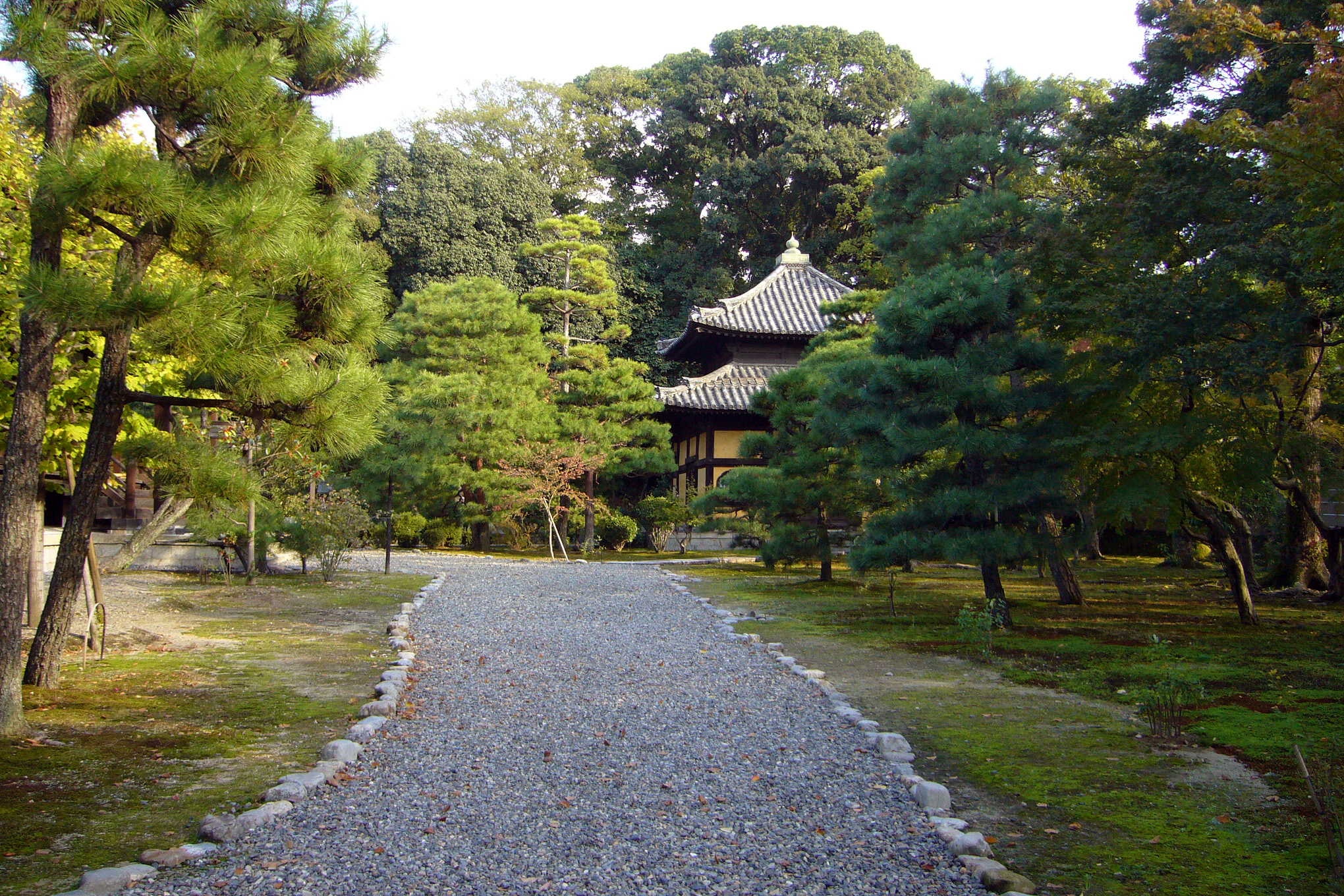
Garten, hinten Haupthalle
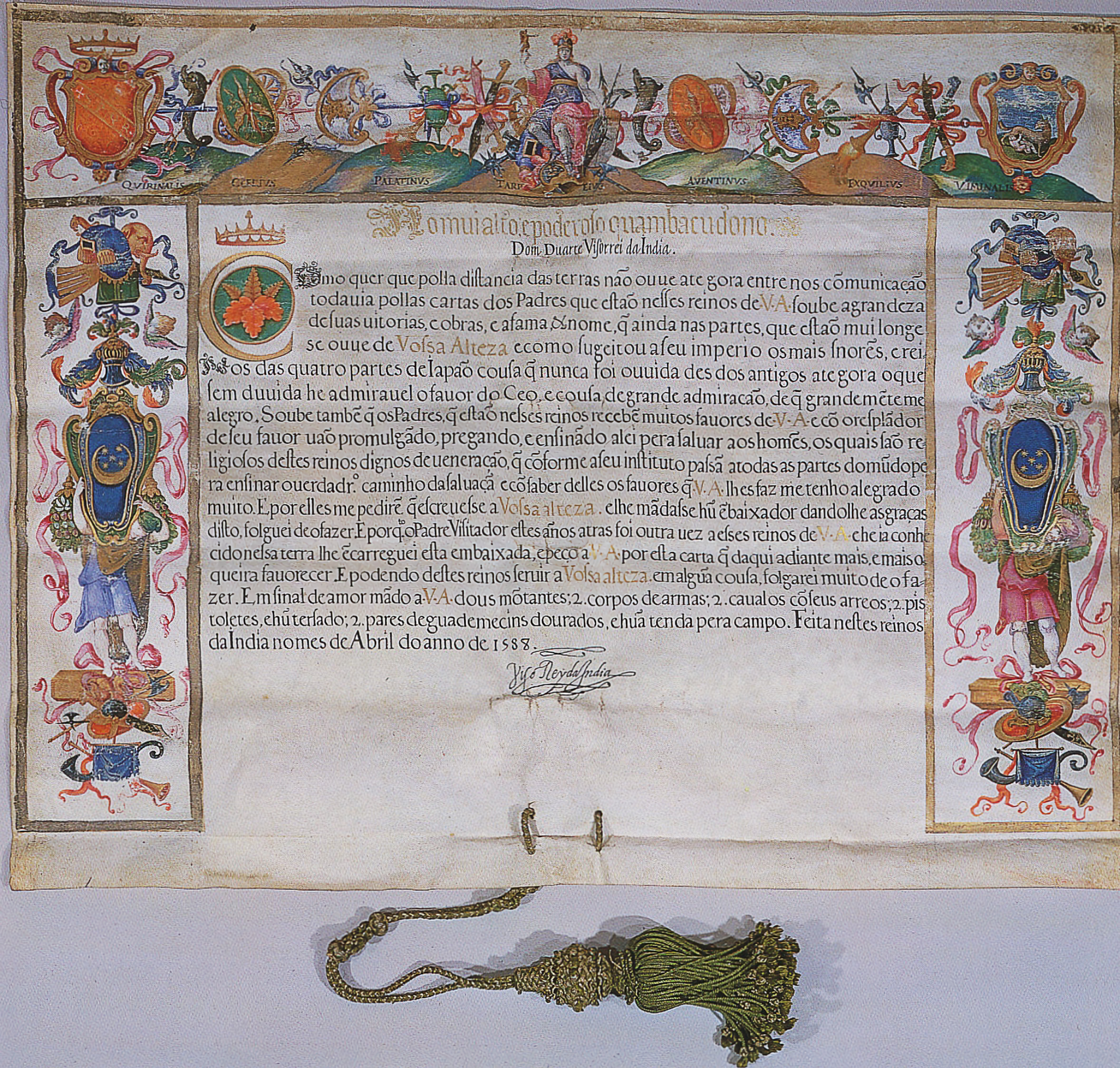
Portugiesischer Brief